# Homework (psicologia)
Lo homework, tradotto letteralmente in "compito a casa", è un elemento della psicoterapia cognitivo-comportamentale.
È parte integrante di questa tecnica terapeutica: il paziente, oltre a svolgere la psicoterapia in studio, può ricevere anche dei "compiti" da svolgere a casa, finalizzati ad aiutarlo a elaborare e modificare i propri pensieri e le proprie emozioni. 
Scopo principale di questa tecnica è quello di responsabilizzare il paziente e di fargli comprendere che la psicoterapia non si limita soltanto all'ora che trascorre in studio con il terapeuta, ma coinvolge anche il resto del suo tempo. 
Gli homeworks possono variare dallo scrivere su un diario personale le situazioni quotidiane, ad analizzare i propri pensieri e sensazioni. La loro funzione, come in generale quella della terapia, è quella di diminuire i pensieri negativi, ed aiutare il paziente a comprendere e sperimentare la differenza tra pensare una cosa piuttosto che sentirla. Esistono esercizi specifici che aiutano il paziente a differenziare le "emozioni" dai "pensieri", facilitando la comprensione delle proprie reali emozioni senza farsi condizionare da pensieri negativi.